# Islam w Nowej Zelandii

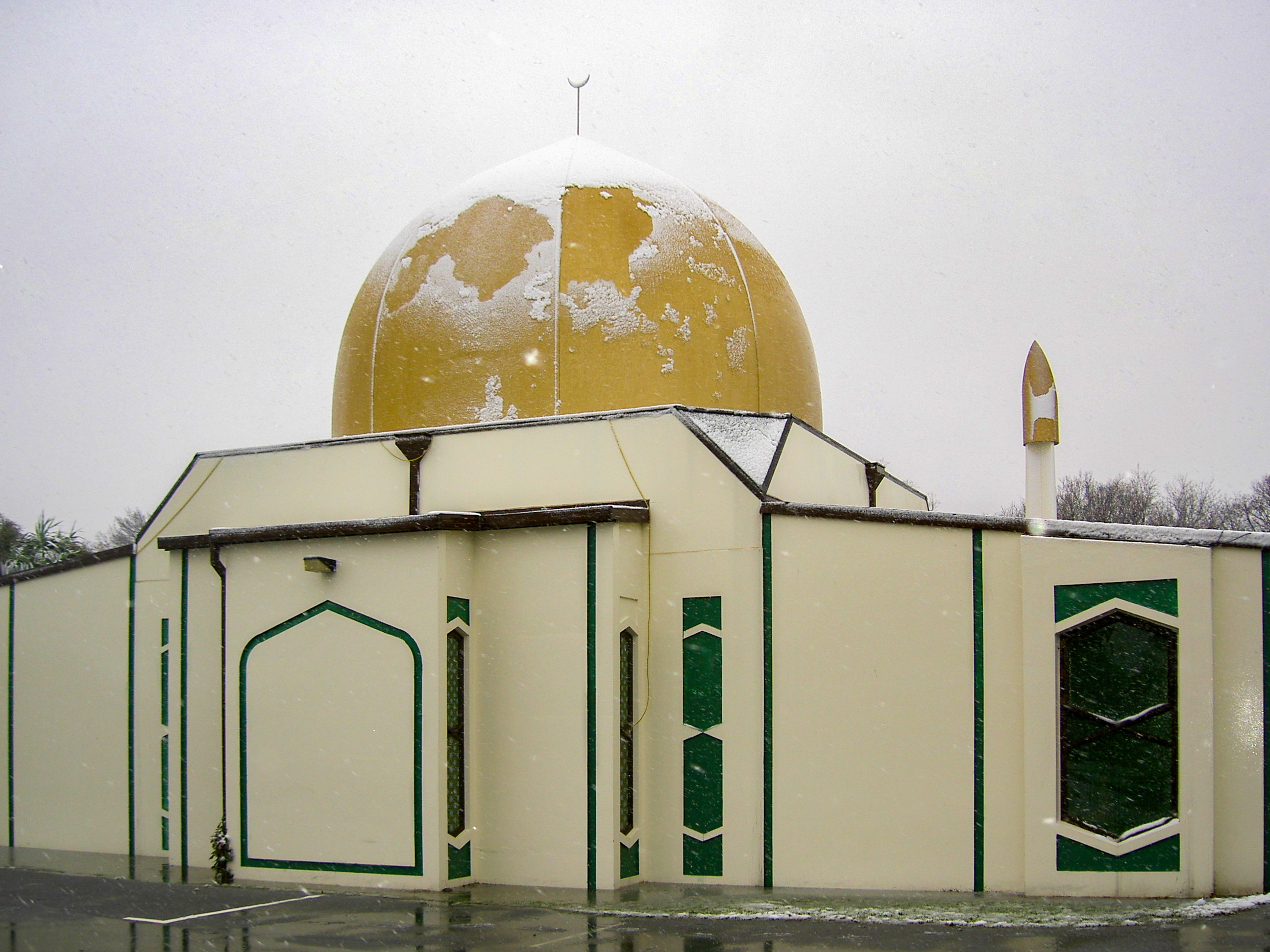
Meczet w Canterbury (Wyspa Południowa), 2006

Islam w Nowej Zelandii to stosunkowo nowa wspólnota religijna. Pierwsi muzułmanie w Nowej Zelandii pojawili się w ok. 1870 i byli poszukującymi złota górnikami z Chin. Od początków XX wieku do lat 60. w tych rejonach osiedlała się mała liczba muzułmańskich imigrantów z Indii oraz uchodźców z Europy Wschodniej.
Pierwsze islamskie centrum otwarto w 1959. Obecnie znajduje się tam kilka meczetów i dwie szkoły. Sytuacja zmieniła się w latach 90., kiedy to z ogarniętych konfliktami zbrojnymi rejonów przybili nowi imigranci z Afryki i Azji.
W 1997 zostało utworzone Stowarzyszenie Muzułmańskich Studentów i Młodzieży Nowej Zelandii, które powiązane jest z Islamskim Stowarzyszeniem Federacji Nowej Zelandii. Prowadzone jest przede wszystkim przez studentów i młodzież. Działalność stowarzyszenia polega na prowadzeniu wykładów, organizowanie turniejów sportowych i obozów młodzieżowych a także współpracy z ISFNZ, które corocznie organizuje "Islam Awareness Week".